# Vrtačka

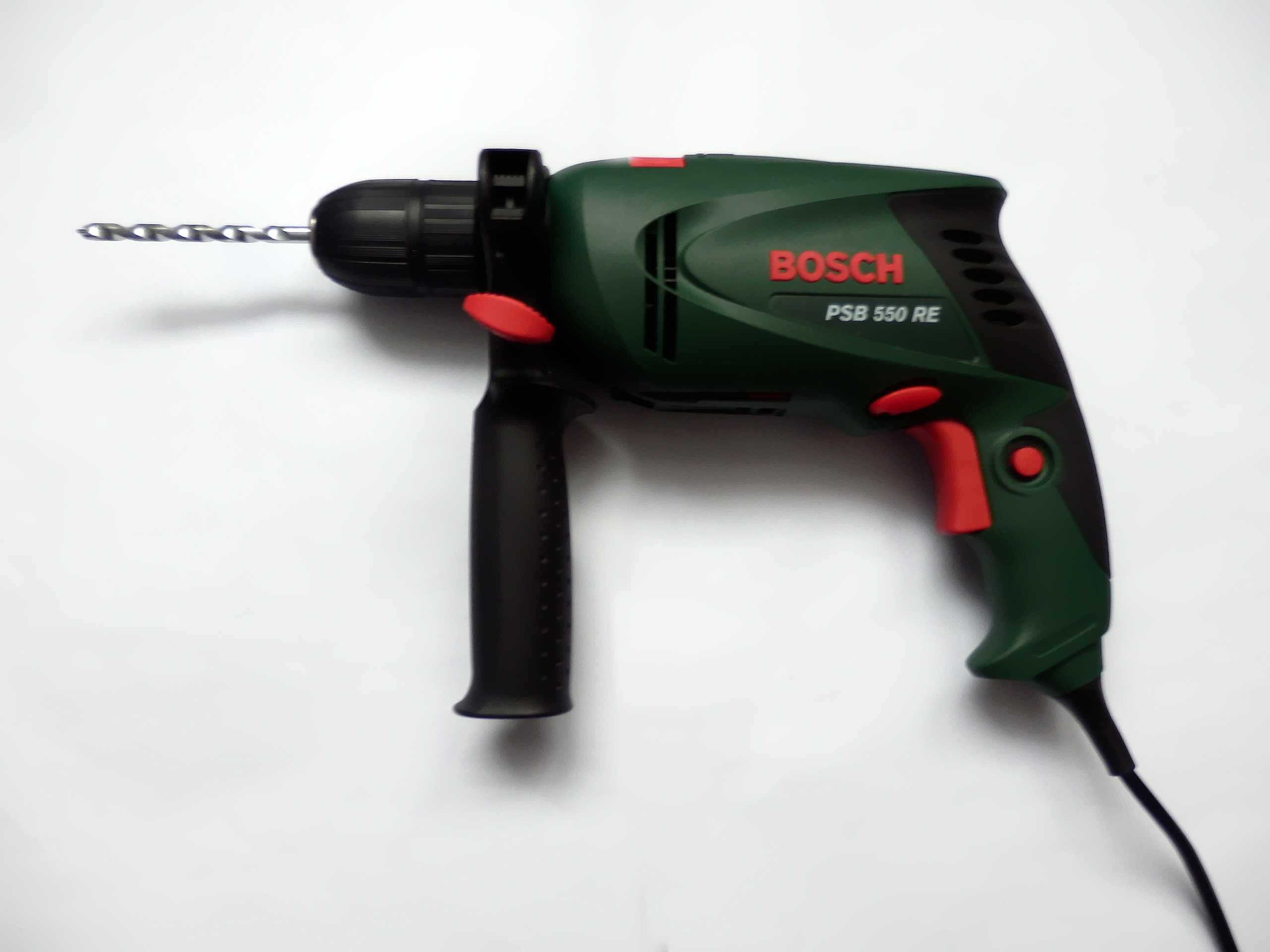
Vrtačka

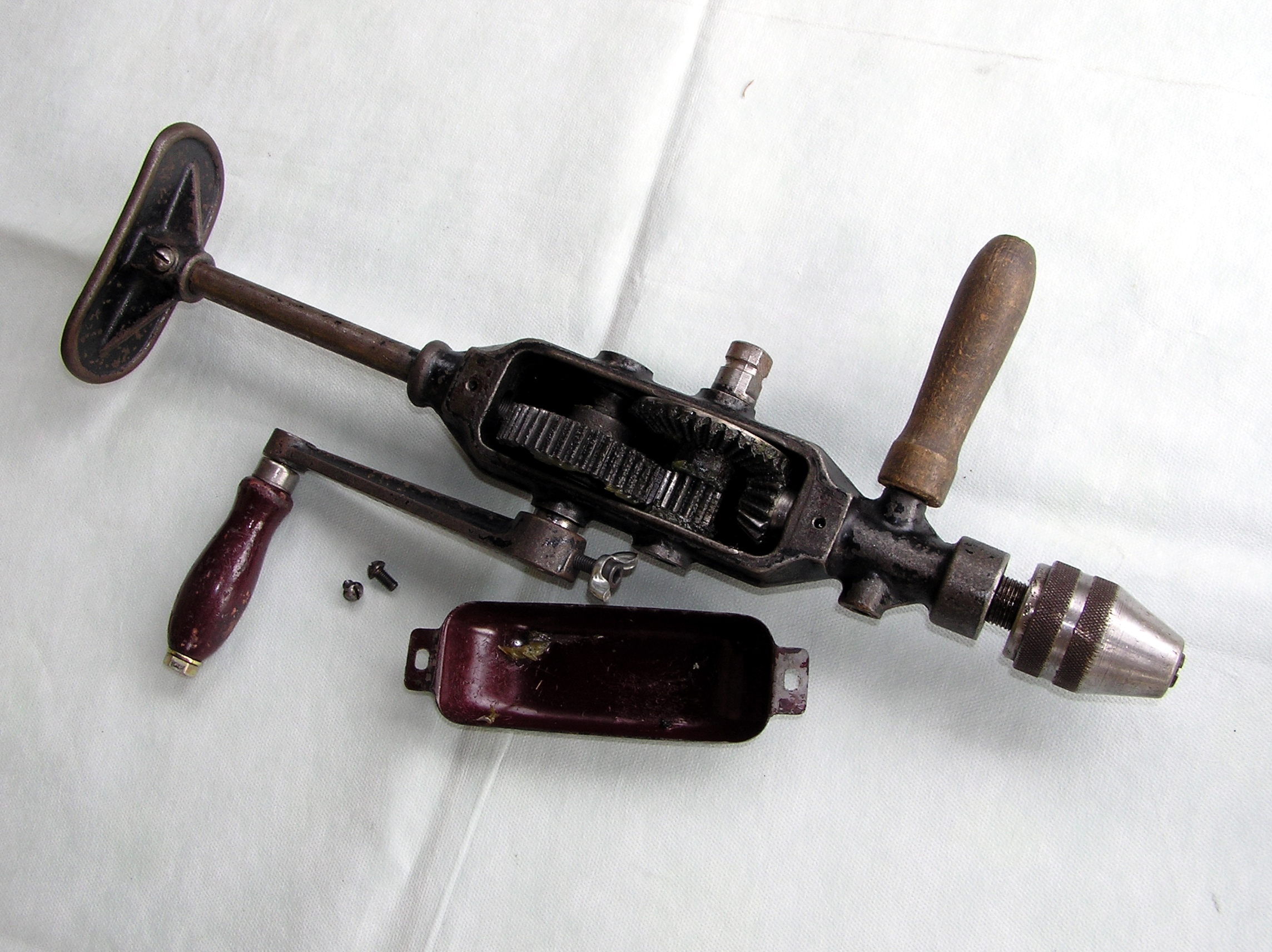
Mechanická ruční vrtačka

Vrtačka je obráběcí stroj, určený k vrtání otvorů pomocí vrtáků.
K získání otvorů přesnějších rozměrů se používá výhrubníků a výstružníků. Pro zahlubování se použije záhlubníků atd.
Nejčastěji se do vrtačky upínají nástroje pomocí sklíčidel různých typů a velikostí, nejběžnějším je ozubené sklíčidlo do průměru 13 mm. Vrtáky větších průměrů se upínají pomocí Morse kužele přímo do vřetena vrtačky. Původně byly vrtačky poháněny ručně, jednalo se o ruční nástroje. Dnešní vrtačky jsou poháněny zpravidla elektromotory. Pro získání různého počtu otáček jsou vrtačky vybaveny převodovkami a elektronickou předvolbou počtu otáček.
Nejjednoduššími nástroji pro ruční vrtání otvorů jsou klasické nebozezy. Jinými nástroji pro vrtání otvorů jsou také kolovrátky. Existuji i ruční vrtačky opatřené svidříkovým závitem, dále též mechanické ruční vrtačky poháněné klikou pomocí ozubeného převodu.
Ruční přenosné elektrické vrtačky poháněné jednofázovým elektromotorem bývají často vybaveny „příklepem“, což je vibrační mechanismus, jenž usnadňuje rozrušování zdiva při vrtání do betonu a jiných stavebních materiálů.

## Dělení

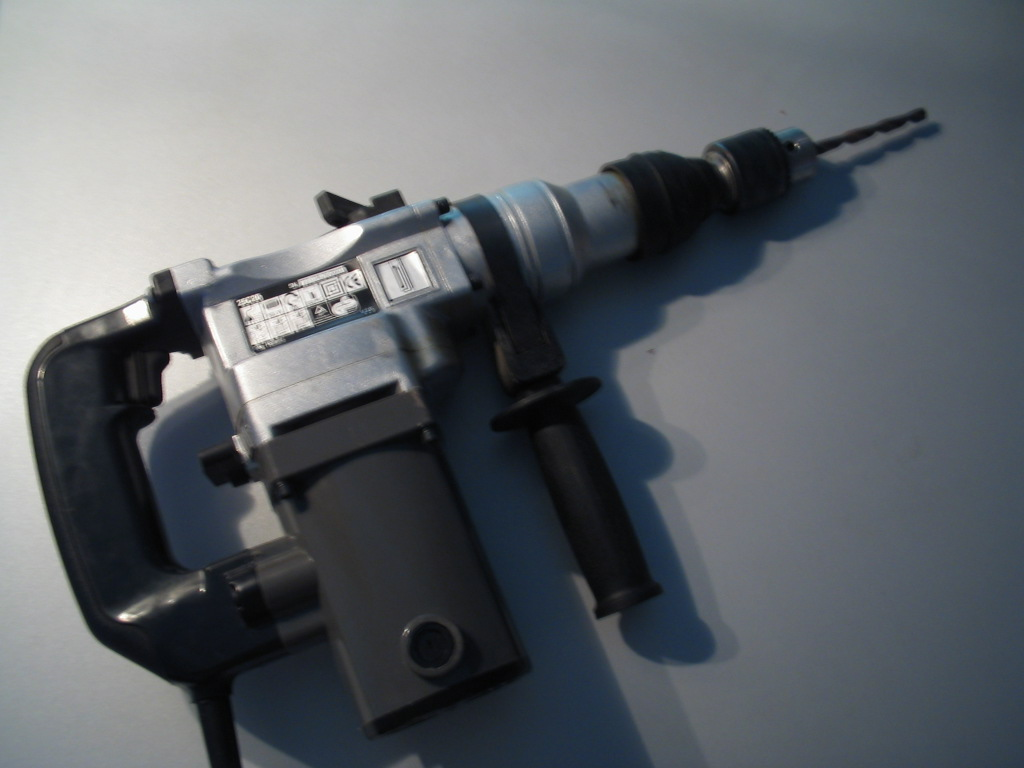
Elektropneumatické kladivo

### podle pohonu
- ruční
- strojní

### podle polohy vřetene
- vertikální
- horizontální
- jiné

## Dělení obráběcích strojů k vrtání

### Vrtačky
- stolní
- sloupové
- stojanové
- radiální (otočné)

### Vyvrtávačky
- vodorovné vyvrtávačky
  - stolové
  - s příčným stolem
  - deskové
- jemné vyvrtávačky